# Henryk Greinert
Henryk Greinert (ur. 2 października 1934 w Iwcu, zm. 25 listopada 2009 w Zielonej Górze) – polski inżynier, profesor nauk rolniczych w zakresie gleboznawstwa, chemii i ochrony gleb, dziekan Wydziału Inżynierii Lądowej i Środowiska Uniwersytetu Zielonogórskiego.

## Życiorys
Henryk Greinert po ukończeniu nauki w 1954 w Liceum Ogólnokształcącym w Szczecinku podjął studia na kierunku rolnictwo w Wyższej Szkole Rolniczej w Szczecinie. Dyplom inżyniera otrzymał w 1958, a magistra inżyniera – w 1960. Jeszcze podczas studiów rozpoczął pracę w Katedrze Gleboznawstwa macierzystej uczelni jako technik (1957-1958), a po ukończeniu studiów został zatrudniony jako nauczyciel akademicki na stanowiskach asystent i starszy asystent (1958-1966). W 1959 odbył roczny staż w Obertraubling k. Regensburga (Niemcy). W 1966 otrzymał stopień naukowy doktora nauk rolniczych po obronie dysertacji Kształtowanie się zawartości i rozmieszczenia kobaltu w ważniejszych glebach Pomorza Zachodniego na tle niektórych ich właściwości (promotor: prof. dr Józef Piszczek). W tym samym roku został adiunktem i na tym stanowisku pracował do 1974. W latach 1968-1969 odbył roczny staż naukowy w Michigan State University (USA). W 1972 otrzymał stopień naukowy doktora habilitowanego na podstawie dorobku naukowego i rozprawy Zagadnienie kobaltu w glebach murszowych. W latach 1974–1976 był docentem i kierownikiem Terenowego Oddziału Badawczego w Szczecinie Instytutu  Melioracji i Użytków Zielonych. W latach 1976–1979 był docentem na Politechnice Szczecińskiej. W 1979 przeniósł się do Zielonej Góry do tamtejszej Wyższej Szkoły Inżynierskiej, gdzie został zatrudniony na stanowisku docenta. W latach 1987-1990 oraz 1999-2002 pełnił funkcję dziekana Wydziału Inżynierii Lądowej i Środowiska. W 1991 otrzymał tytuł naukowy profesora nauk rolniczych i został zatrudniony na stanowisku profesora nadzwyczajnego w Instytucie Inżynierii Środowiska. W latach 2001-2002 pracował także jako profesor Państwowej Wyższej Szkole Zawodowej w Sulechowie. W 2005 przeszedł na emeryturę. 
Henryk Greinert został pochowany 30 listopada 2009 na nowej części Cmentarza Komunalnego w Zielonej Górze w kwaterze 7.  

## Wybrane publikacje[2]
- Podniesienie produkcyjności gleb lekkich: przewodnik po trasie konferencji terenowej.  Oddział Zielonogórski Polskiego Towarzystwa Gleboznawczego, Zielona Góra 1985, 60 ss, (wsp. Michał Drab, Andrzej Jędrczak, Ireneusz Wróbel)
- Zanieczyszczenie gleby przez huty miedzi. „Ochr. Środ.” 1987, 1, s. 21-22 (wsp. Karol Gajewski, Michał Drab)
- Próba oceny zanieczyszczenia metalami ciężkimi niektórych roślin uprawnych w województwie legnickim. „Arch. Ochr. Środ.” 1987, 1-2, s.143-149 (wsp. Karol Gajewski, Michał Drab)
- Próba oceny zanieczyszczenia metalami ciężkimi gleb województwa legnickiego. „Arch. Ochr. Środ.” 1987, 1-2, s.135--142 (wsp.
- Wpływ wysypiska odpadów komunalnych Zielonej Góry na wybrane elementy środowiska. „Arch. Ochr. Środ.” 1988, 3-4, s.155-173 (wsp. Andrzej Jędrczak, Michał Drab)
- Ochrona gleb. Wydaw. Politechniki Zielonogórskiej 1998, 183 ss.
- Ochrona i rekultywacja środowiska glebowego. Wydaw. PZ, Zielona Góra 1999, 326 ss. ISBN 83-85911-90-1 (wsp. Andrzej Greinert)
- Physical properties of the soil formed as a result of recultivation of sand-pits in the Bóbr river valley. „Acta Agrophys.” 2000, 35, s.77-84 (wsp. Michał Drab)
- The pH changes of the soils formed as a result of reclamation of the sand-pits. „Acta Agrophys.” 2001, 51, s.37-43 (wsp. Michał Drab)
- Zagadnienie uprawy roślin energetycznych na użytkach rolnych. „Natura” 2003, 8, s.165-167
- Studia nad efektywnością leśnej rekultywacji zwałowisk fitotoksycznie kwaśnych piasków mioceńskich po byłej kopalni węgla brunatnego w Łęknicy. Oficyna Wydaw. Uniwersytetu Zielonogórskiego, Zielona Góra 2009, 170 ss. ISBN 978-83-7481-220-7 (wsp. Michał Drab, Andrzej Greinert)

## Nagrody i odznaczenia[5]
- Nagroda indywidualna Ministra Szkolnictwa za pracę doktorską (1966)
- odznaka „Za zasługi w rozwoju województwa koszalińskiego” (1971)
- Złota Odznaka „Gryf Pomorski” (1973)
- Złoty Krzyż Zasługi (1982)
- Medal 40-lecia Polski Ludowej (1984)
- Złota Odznaka Polskiego Towarzystwa Gleboznawczego (1986)
- medal „Zasłużony dla szkolnictwa zielonogórskiego” (1990)
- odznaka „Za zasługi w rozwoju województwa zielonogórskiego (1992)
- Medal Komisji Edukacji Narodowej (1992)
- odznaka „Zasłużony pracownik rolnictwa” (1994)
- Krzyż Kawalerski Orderu Odrodzenia Polski (1998)
- Złota Odznaka ZNP (1999)